# Monreal del Campo
Pour les articles homonymes, voir Monreal (homonymie).
Monreal del Campo est une commune d'Espagne située dans la comarque du Jiloca dans la province de Teruel et la communauté autonome d'Aragon. 

## Géographie
La commune s'étend sur 89,05 km2 dans le sud de l'Aragon et son centre est situé à 58 km au nord de Teruel. Elle est principalement desservie par l'autoroute A-23 et la nationale 234, qui sont parallèles sur l'axe nord-sud et par la nationale 211 sur l'axe est-ouest.

## Histoire
Les découvertes de pièces de monnaie romaines et ibériques démontrent l'ancienneté de la présence humaine dans la région, où se trouve la villa d'Albónica.
Monreal del Campo fut avant son départ pour les Flandres espagnoles le siège de la milice chevaleresque du Saint-Sauveur du Mont-Réal créée par Alphonse Ier d'Aragon et ayant pour premier grand-maître Gaston IV de Béarn.

## Personnalités liées à la commune
Les sœurs Blanca (1860-1904), première botaniste espagnole, et Clotilde Catalán de Ocón (1863-1946), zoologiste, vivent une grande partie de leur enfance et de leur jeunesse dans la ville de Monreal del Campo.

## Jumelages
- Auffay, France
- Tôtes, France